# ロラス島
座標: 北緯0度0分 東経6度31分 / 北緯0.000度 東経6.517度

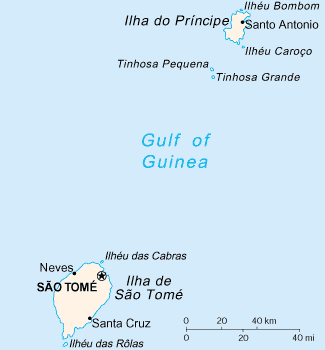
サントメ・プリンシペの地図。ロラス島は地図南西・サントメ島の南端にある。

ロラス島(ロラスとう、ポルトガル語: Ilhéu das Rolas) はサントメ・プリンシペ領の大西洋上の島。別名ガーゴ・コーチニョ島（ガーゴ・コーチニョとう、ポルトガル語: Ilhéu Gago Coutinho）。

## 概要
ロラス島はギニア湾の赤道上に存在しており、サントメ島のすぐ南に位置している。行政区画上はサントメ州カウエ県に属する。島は小規模なリゾート基地になっている。
島の主要かつほぼ唯一の経済活動はリゾート施設に結びついている。島の常住人口は約200人でありそのほぼ全てが観光産業に直接従事している。
島内にはその場所が赤道直下であることを示すモニュメントが設置されている。1929年に設置された灯台が現役で稼動している。

## 交通
ロラス島へはサントメ島南部のポルトアレグレ港から出航するボートが唯一の交通手段になっている。

## 赤道位置の確認

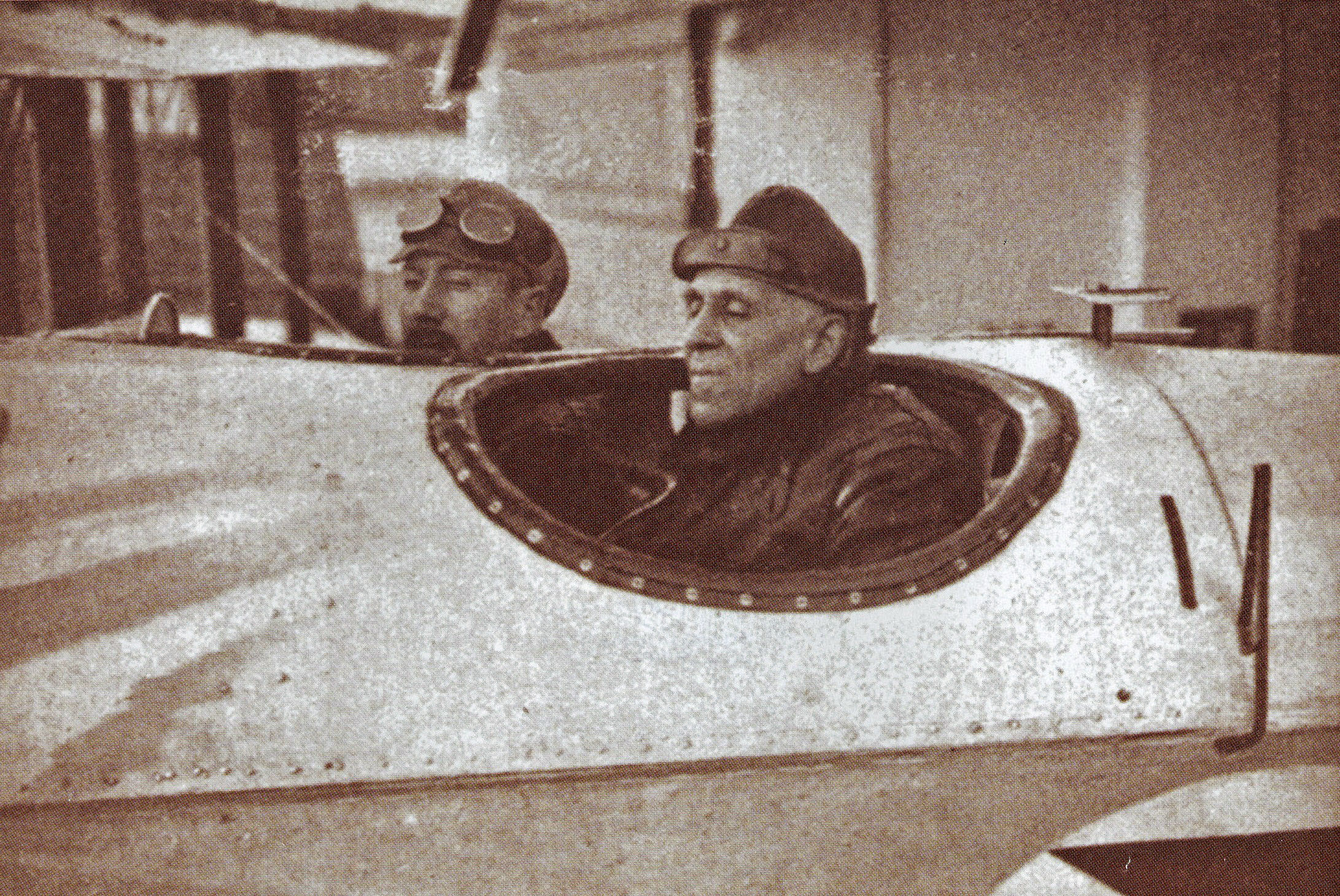
ガーゴ・コーチニョ（右)

ポルトガル海軍の将校・航法士であり歴史家だったガーゴ・コーチニョ(1869年 - 1959年)が1915年から1918年までこの近辺の測量任務を指揮していた。任務の内容は付近の島嶼における基礎となる測地網の設定と爾後の三角法による測量、精密な測量及び天体観測だった。
任務中、コーチニョは赤道がロラス島を横切っていることを発見した。この成果は『1915年から1918年のサントメ島における測量任務の報告』（ポルトガル語: Relatório da Missão Geodésica da Ilha de São Tomé 1915-1918)で発表されるとともに1919年に発行された地図に反映された。このことはポルトガルの植民地における、実用的な測地学における最初に達成された事業だと考えられている。

## ギャラリー

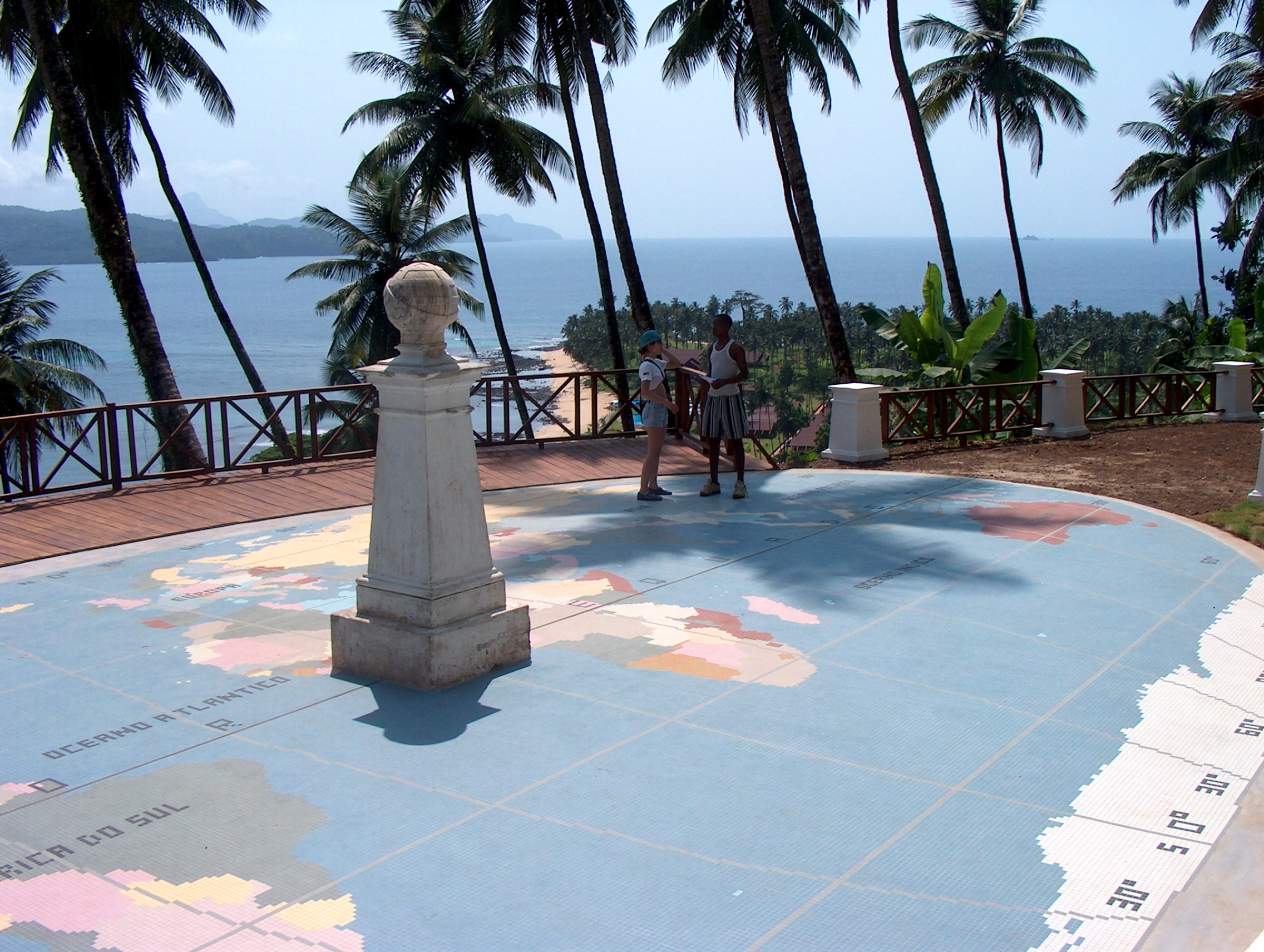
赤道の位置を表すモニュメント
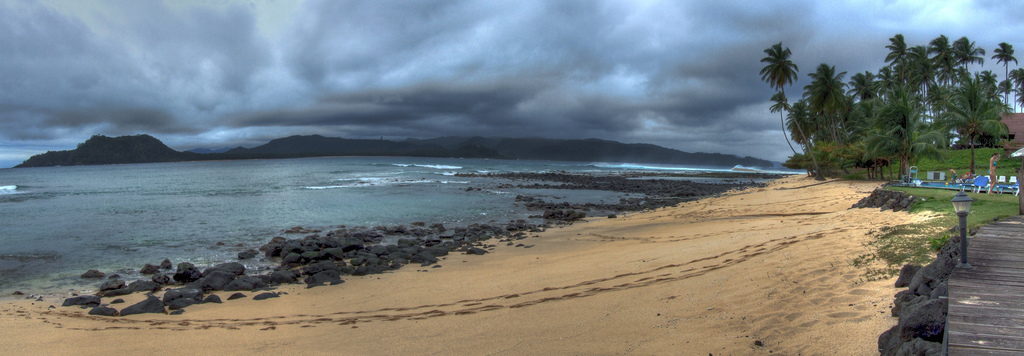
ロラス島の海岸
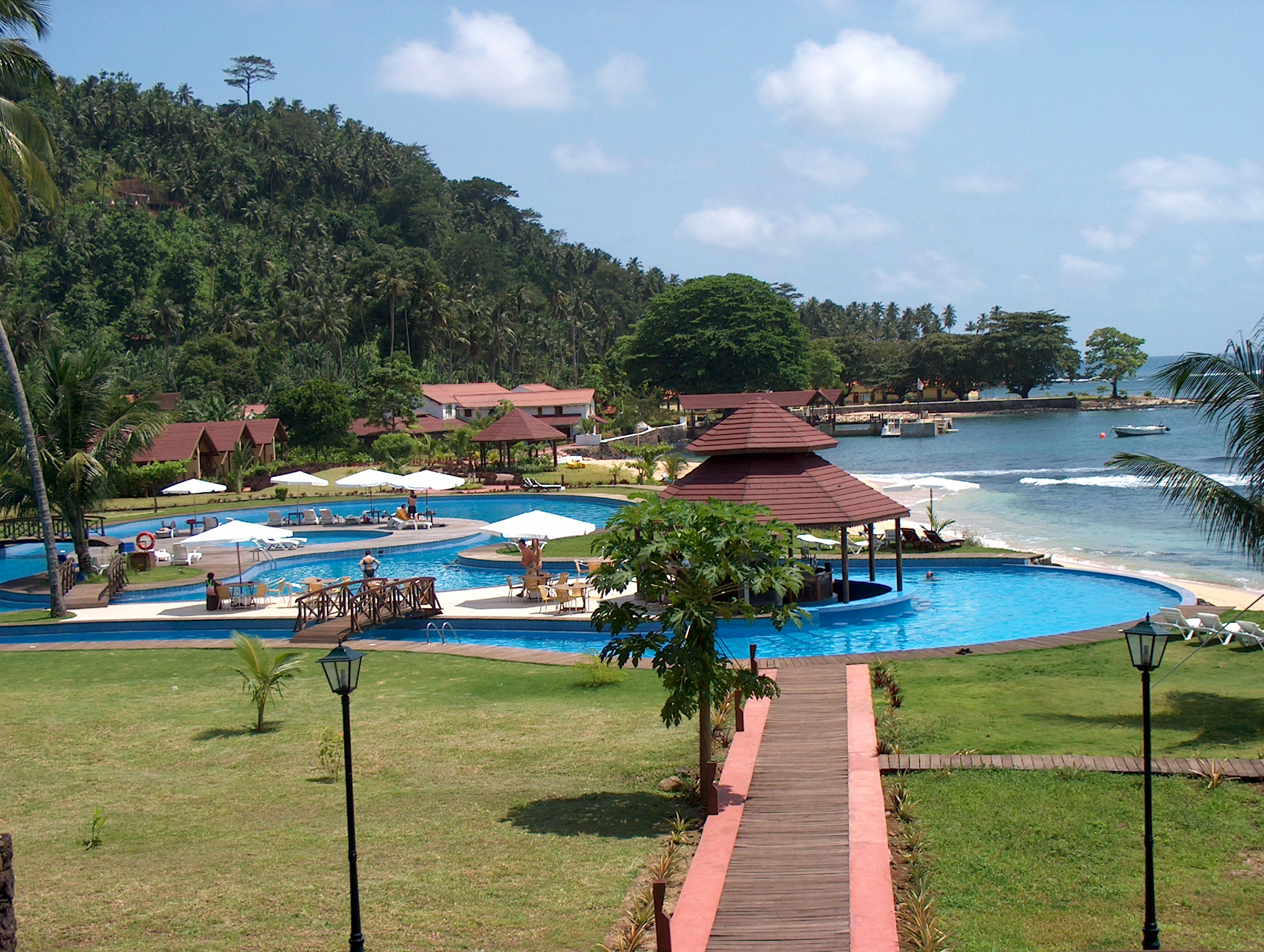
ロラス島のリゾート施設
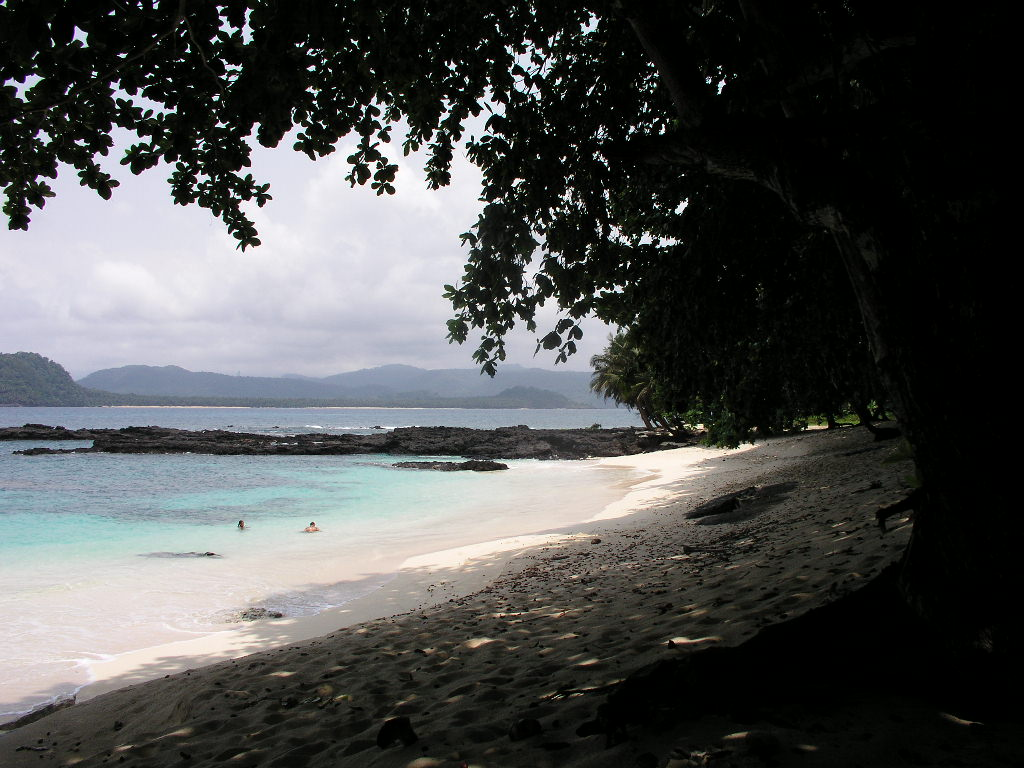
ロラス島の砂浜
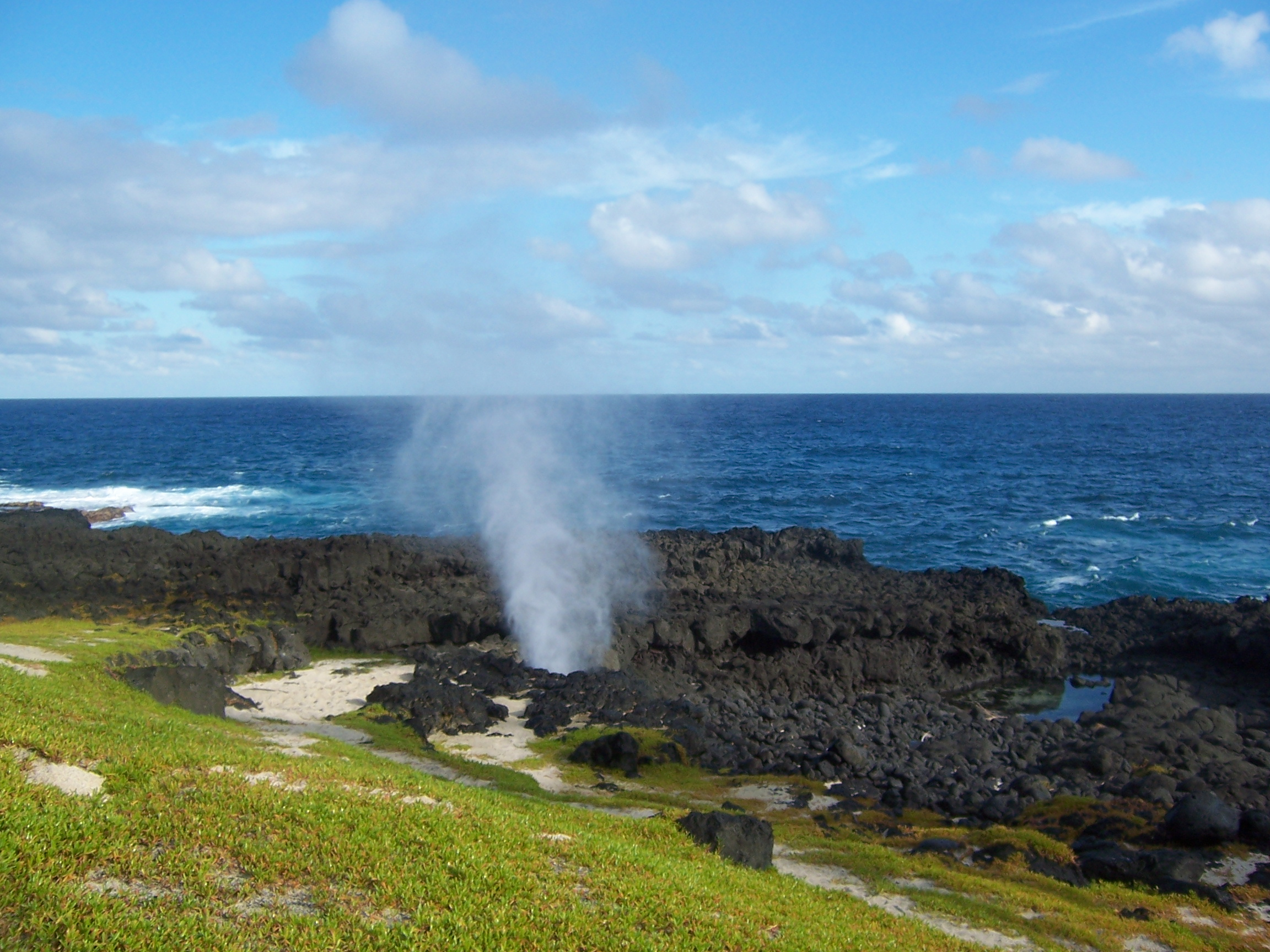
島の洞窟
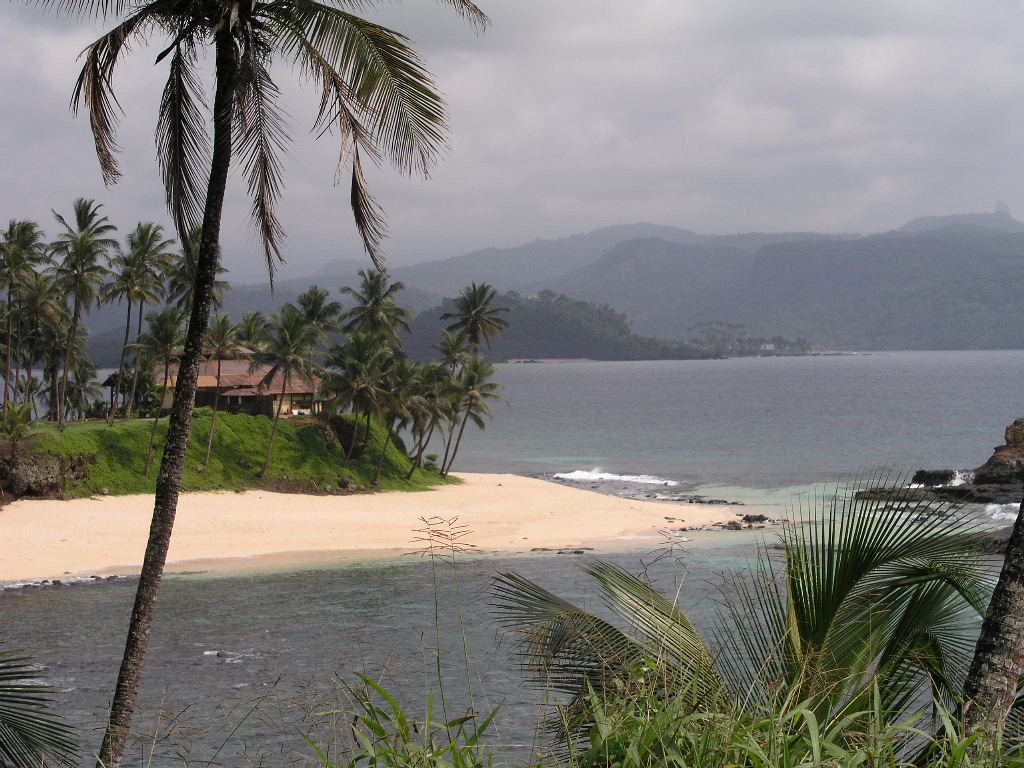
リゾート「Pestana Equador」
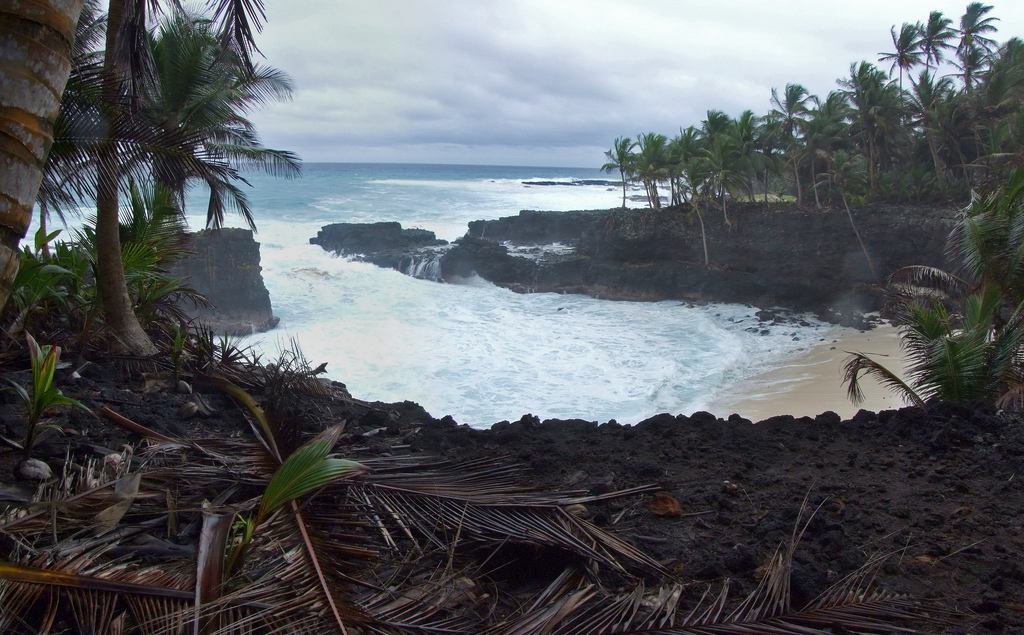
ロラス島の入江